# Tabea Kemme
Tabea Kemme, född den 14 december 1991 i Stade, är en tysk fotbollsspelare (försvarare) som representerar 1. FFC Turbine Potsdam och det tyska landslaget.
Hon gjorde sin debut i landslaget i en match mot Kroatien den 27 november 2013. Kemme var en del av Tysklands trupp i VM i Kanada år 2015 och fick speltid i alla Tysklands matcher i turneringen, förutom i gruppspelsmatchen mot Thailand.